# Spermacoce debilis
Spermacoce debilis är en måreväxtart som beskrevs av George Bentham. Spermacoce debilis ingår i släktet Spermacoce och familjen måreväxter. Inga underarter finns listade i Catalogue of Life.